# Schelle (Belgia)
Schelle – miejscowość i gmina (gemeente) w Belgii, w Regionie Flamandzkim, w prowincji Antwerpia, w okręgu Antwerpia. Leży nad Skaldą. 1 stycznia 2024 roku zamieszkana przez 8614 osób.

## Demografia
Liczba mieszkańców, stan na 1 stycznia:
| Rok                | 1900  | 1930  | 1970  | 1990  | 2020  | 2024  |
| ------------------ | ----- | ----- | ----- | ----- | ----- | ----- |
| Liczba mieszkańców | 2.250 | 4.006 | 6.506 | 6.875 | 8.529 | 8.614 |